# Trentepohlia cariniceps
Trentepohlia cariniceps är en tvåvingeart som först beskrevs av Günther Enderlein 1912.  Trentepohlia cariniceps ingår i släktet Trentepohlia och familjen småharkrankar. Inga underarter finns listade i Catalogue of Life.